# Vincent Collet
Vincent Collet (Sainte-Adresse, 6 de junho de 1963) é um treinador profissional de basquetebol francês atualmente dirige a seleção francesa masculina e a equipe do Strasbourg IG na Liga Francesa. 

## Carreira

### Como jogador
- 1980-1981 - AL Montivilliers
- 1981-1985 - Le Mans
- 1985-1986 - Caen
- 1986-1990 - ASVEL
- 1990-1994 - Le Mans
- 1994-1998 - Le Havre

### Como treinador
- 1998-2000 - Le Mans (assistente)
- 2000-2008 - Le Mans
- 2008-2010 - Asvel
- 2009-presente -  França
- 2011-2016 - Strasbourg IG